# BR Music
BR Music B.V. is een internationaal bedrijf dat gespecialiseerd is in het produceren van singles, lp's, cd's en dvd's uit de jaren 60 tot en met '90 van de twintigste eeuw.
BR Music is opgericht in augustus 1982 door Bert van Breda. Het bedrijf is gevestigd in Nijkerk.
Naast de muziekschijven heeft het bedrijf in 2005 ook het boek Top 40 - Het gedrukte exemplaar 1965-1974 uitgebracht met daarin alle Top 40-lijsten uit de eerste 10 jaar.
In 2010 richtte het bedrijf de tv-zender 192TV op, samen met Rene Kroon en Ad Bouman. Inmiddels is 192TV uitgegroeid tot een van de populairste thema-kanalen in Nederland.